# Fotografie v Bangladéši
Začátek fotografie v Bangladéši spadá do roku 1971, kdy Bangladéš vyhrál válku za osvobození od Pákistánu. V té době byla nevyhnutelně nejvýznamnější fotografie z válečného období, což také značně pomohlo dokumentovat historii. Od války se fotografie a fotožurnalistika začleňují a pokrývají celou řadu témat včetně portrétů, krajiny, politiky, divoké přírody nebo módy. Jako v mnoha zemích byl vývoj techniky, řemesla a umění mimo jiné důsledkem změny technologie, zlepšování ekonomických podmínek a míry uznání fotografie jako svéprávné formy umění. Fotografie se v Bangladéši vyvíjela za spoluúčasti a zájmu od počátků tohoto umění k úspěchům Bangladéšanů ve světě fotografie do dnešních dní. Je pozoruhodné, že fotografie byla zavedena a rozvíjena jako institucionální a akademická disciplína prostřednictvím osobního úsilí, bez jakékoli zmínitelné pomoci nebo podpory ze strany vlády. 

## Osvobození Bangladéše

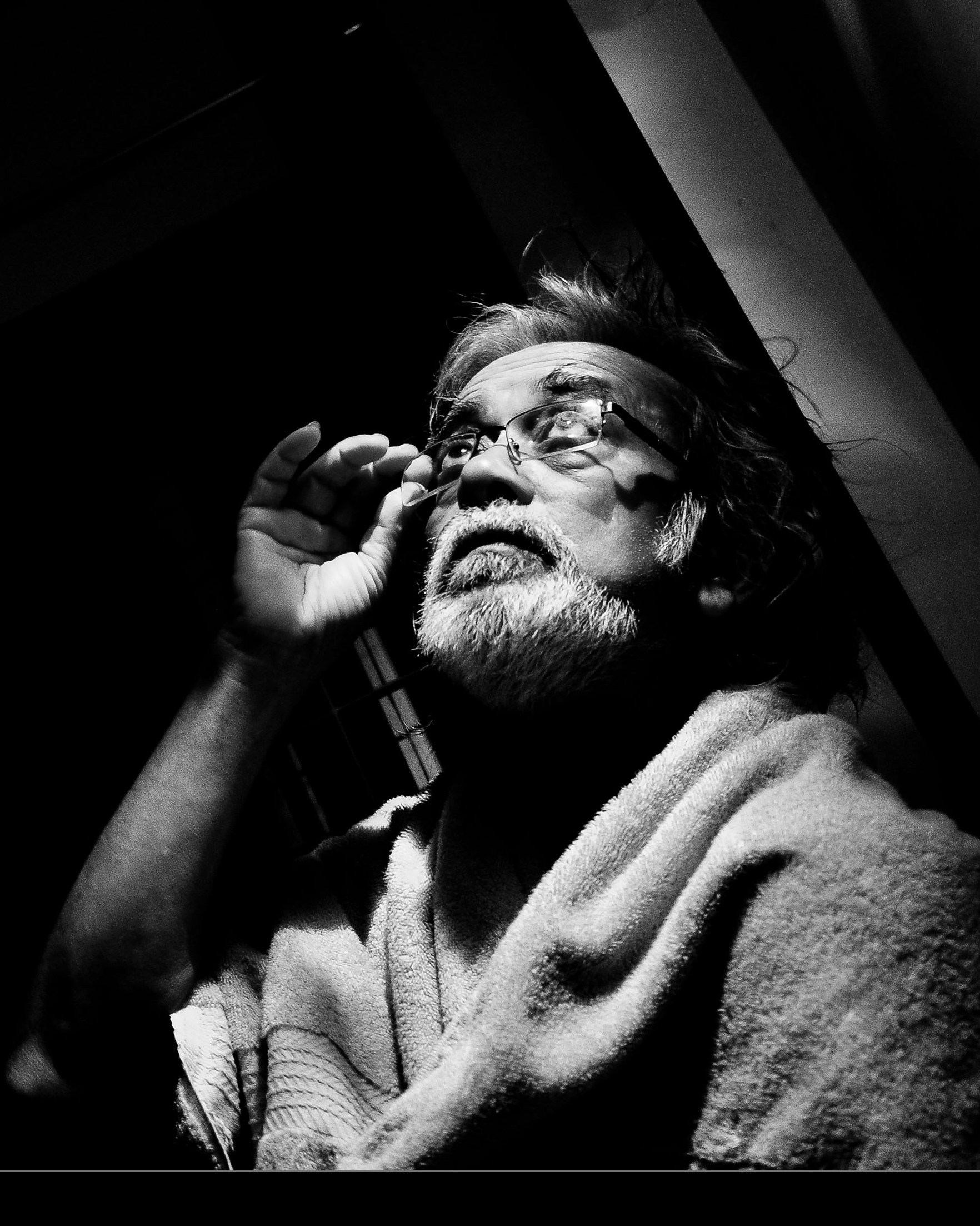
Anwar Hossain

Fotografie během války za osvobození dokumentovala převážně dvě věci: tyranii, zneužívání a genocidu prováděnou pákistánskou armádou; a příprava, výcvik a boj lidí, převážně civilistů, za svobodu. Někteří z významných pákistánských fotografů té doby jsou mimo jiné Aftab Ahmed, Naib Uddin Ahmed, Mohammad Alam, Manzoor Alam Beg, Amanul Haque, Anwar Hossain nebo Rashid Talukder.
Anwar Hossain (1948–2018) započal kariéru fotografa v roce 1967 a mimo jiné dokumentoval Bangladéšskou válku za nezávislost. Stejnou událost dokumentoval také fotožurnalista deníku The Daily Ittefaq Aftab Ahmed (1934–2013), který byl zabit 24. prosince 2013. O dva roky později bylo za jeho vraždu odsouzeno k trestu smrti 5 lidí.

## Období po nezávislosti
Od osvobození Bangladéše v roce 1971 se postupně měnily socioekonomické, politické, kulturní, vzdělávací a technické aspekty fotografie. Tento proces transformace je charakteristický z hlediska chronologie, tématu a žánru, kromě toho se také upevnily různé individuální charakteristiky různých fotografů.
Mezi fotografické organizace, které byly aktivní nebo vytvořené po nezávislosti, patří klub Camera Recreation Club (CRC), Bangladéšská fotografická společnost (BPS), Alokchitra Silpi Samsad (ASS), Chittagong Photographic Society (CPS), Bangladéšská federace Alokchitra (BAF), Drik Picture Library Limited, Agentura MAP (MAP), Aalok Group of Photographers, Bangladesh Photographic Council (BPC), Bangladesh Photographic Association (BPA) a Bangladesh Photographers Welfare Association. Tyto organizace napomáhaly růstu a rozvoji fotografie a podporovaly místní fotografy v jejich úsilí prostřednictvím pořádání soutěží, výstav, soutěží na národní úrovni a poskytováním školení, seminářů, knihoven, fotolaboratoří a podobně.
Sayeeda Khanam byla první profesionální bangladéšská fotografka a fotožurnalistka. Prostřednictvím své fotografie se zabývala mnoha důležitými událostmi v osvobozenecké válce v Bangladéši v roce 1971. V roce 1956 zahájila svoji kariéru fotografky v redakci Begum, což byly ve své době jediné noviny věnované ženám. Její fotografie byly publikovány v několika zahraničních novinách a zúčastnila se mnoha národních i mezinárodních seminářů. Pracovala jako fotografka ve třech filmech režiséra Satjádžita Ráje. Kromě toho také portrétovala významné osobnosti, jako například Elizabeth Bowes-Lyon, Neil Armstrong, Buzz Aldrin, Matka Tereza, Indira Gándhíová a Mudžíbur Rahmán.

## Organizace
Fotografické společnosti, organizace a instituce v Bangladéši:
- Bangladéšští fotografové (Bangladeshi Photographers)
- Bangladesh Photographic Society (Bangladéšská fotografická společnost)
- Drik Picture Library fotografický archiv[10]